# Бернадоти
Династія Бернадотів (швед. Bernadotte Шведською: [bæɳaˈdɔtː]; фр. Bernadotte) — панівна династія Королівства Швеція французького походження. У 1818 -1905 роках також королі Норвегії. Династія заснована наполеонівським маршалом Жан-Баті́стом Бернадо́том, обраним шведським парламентом спадкоємцем бездітного шведського монарха Карл XIII. Рід походив з провінції Гасконь, початково селянського походження на момент народження Жан-Батіста належав до провінційної буржуазії.  
| Ім'я                                                                        | Роки життя | Подружжя                                    | Роки життя | Діти |
| --------------------------------------------------------------------------- | ---------- | ------------------------------------------- | ---------- | --- |
| Карл XIV Юхан Жан Батіст Жюль Бернадот                                      | 1763—1844  | Дезідерія                                   | 1777—1860  | - Оскар I (1799—1859)                                                                                                |
| Оскар I                                                                     | 1799—1859  | Жозефіна Лейхтенберзька                     | 1807—1876  | - Карл XV (1826—1872) - Густав (1827—1852) - Оскар II (1829—1907) - Євгенія (1830—1889) - Август (1831—1873)         |
| Карл XV                                                                     | 1826—1872  | Луїза Нідерландська                         | 1828—1871  | - Ловіса (1851—1926) - Карл Оскар (1852—1854)                                                                        |
| Оскар II                                                                    | 1829—1907  | Софія Нассауська                            | 1836—1913  | - Густав V (1858—1950) - Оскар (1859—1953) - Карл (1861—1951) - Євгеній (1865—1947)                                  |
| Густав V                                                                    | 1858—1950  | Вікторія Баденська                          | 1862—1930  | - Густав VI Адольф (1882—1973) - Вільгельм (1884—1965) - Ерік (1889—1918)                                            |
| Густав VI Адольф                                                            | 1882—1973  | - Маргарита Коннаутська - Луїза Маунтбеттен | 1889—1965  | - Густав Адольф (1906—1947) - Сигвард (1907-2002) - Інгрід (1910—2000) - Бертіль (1912—1997) - Карл Юган (1916—2012) |
| Густав Адольф (герцог Вестерботтенський) (спадкоємець престолу, не царював) | 1906—1947  | Сибілла Саксен-Кобург-Готська               | 1908—1972  | - Маргарита (1934—) - Біргітта (1937—) - Дезире (1938—) - Христина (1943—) - Карл XVI Густаф (1946—)                 |
| Карл XVI Густаф                                                             | 1946—      | Сільвія                                     | 1943—      | - Вікторія (1977—) - Карл Філіп (1979—) - Мадлен (1982—)                                                             |